# Oceania Football Confederation

Logo OFC

Kaart van de verschillende voetbalbonden, lidstaten van de OFC zijn weergegeven in geel

De Oceania Football Confederation of OFC is de Oceanische voetbalbond, gesticht in 1966. De OFC organiseert onder andere de OFC Nations Cup (vergelijkbaar met het EK voetbal) en de OFC Champions League (tot 2006 de OFC Club Championship, vergelijkbaar met de UEFA Champions League). Voor vrouwen is er het OFC Vrouwen Kampioenschap (vergelijkbaar met het EK voetbal vrouwen). Het hoofdkantoor is gevestigd in Auckland, Nieuw-Zeeland.
De confederatie heeft elf volwaardige leden en drie geassocieerde leden (Niue, Kiribati en Tuvalu). Op 1 januari 2006 verliet Australië de OFC en werd het lid van de Aziatische voetbalconfederatie AFC.

## Wereldkampioenschappen
Het OFC is ook verantwoordelijk voor de WK-kwalificatiewedstrijden. Vanaf 1966, toen Australië voor het eerst aan de kwalificatie deelnam hebben er twaalf lidstaten aan de kwalificaties deelgenomen. Alleen Australië (1974 en 2006) en Nieuw-Zeeland (1982 en 2010) wisten zich, via de OFC-kwalificatieronden, voor een eindronde te kwalificeren.
| Land                | WK-kwalificatie in; WK-eindronde in (gelinkt):                               |
| ------------------- | ---------------------------------------------------------------------------- |
| Australië           | 1966, 1970, 1974, 1978, 1982, 1986, 1990, 1994, 1998, 2002, 2006             |
| Nieuw-Zeeland       | 1970, 1974, 1978, 1982, 1986, 1990, 1994, 1998, 2002, 2006, 2010, 2014, 2018 |
| Fiji                | 1982, 1990, 1994, 1998, 2002, 2006, 2010, 2014, 2018                         |
| Salomonseilanden    | 1994, 1998, 2002, 2006, 2010, 2014, 2018                                     |
| Tahiti              | 1994, 1998, 2002, 2006, 2010, 2014, 2018                                     |
| Vanuatu             | 1994, 1998, 2002, 2006, 2010, 2014, 2018                                     |
| Cookeilanden        | 1998, 2002, 2006, 2010, 2014, 2018                                           |
| Samoa               | 1998, 2002, 2006, 2010, 2014, 2018                                           |
| Tonga               | 1998, 2002, 2006, 2010, 2014, 2018                                           |
| Papoea-Nieuw-Guinea | 1998, 2006, 2014, 2018                                                       |
| Amerikaans-Samoa    | 2002, 2006, 2010, 2014, 2018                                                 |
| Nieuw-Caledonië     | 2006, 2010, 2014, 2018                                                       |